# Miranda (televíziós sorozat)
A Miranda brit szituációs komédia, melyet a BBC vetített 2009 és 2015 között Miranda Hart főszereplésével, aki egyben a sorozat kitalálója és alkotója is. A Miranda országos hírnevet szerzett Hartnak, és alakítását számos díjjal is jutalmazták.
A sorozat elnyerte a Royal Television Society díját és több British Academy Television Awards-díjra is jelölték.

## Cselekmény
A történet főszereplője Miranda, aki 185 centiméter magas, nem igazán nőies alkatú, gyakran csetlő-botló harmincas nő. Gyakran keveredik abszurd helyzetekbe, társas kapcsolatai furcsák, jóképű férfiak társaságában esetlen és zavart. Anyja folyton unszolja, hogy menjen férjhez és keressen egy normális munkát, a nő ugyanis egy humoros ajándékokat áruló boltot üzemeltet, azonban semmilyen üzleti érzéke nincs, barátnője, Stevie vezeti helyette. A szomszédos étteremben dolgozik a jóképű Gary, akibe Miranda szerelmes.

## Szereplők
| Színész                | Szereplő          | Évad        | Évad        | Évad        | Évad          |
| Színész                | Szereplő          | 1           | 2           | 3           | Különkiadások |
| Főszereplők            | Főszereplők       | Főszereplők | Főszereplők | Főszereplők | Főszereplők   |
| ---------------------- | ----------------- | ----------- | ----------- | ----------- | ------------- |
| Miranda Hart           | Miranda           |             |             |             |               |
| Tom Ellis              | Gary Preston      |             |             |             |               |
| Sarah Hadland          | Stevie Sutton     |             |             |             |               |
| Patricia Hodge         | Penny             |             |             |             |               |
| James Holmes           | Clive Evans       |             |             |             | vendég        |
| Sally Phillips         | Tilly             |             |             |             |               |
| Visszatérő szereplők   |                   |             |             |             |               |
| Katy Wix               | Fanny             | visszatérő  |             |             |               |
| Margaret Cabourn-Smith | Alison            | vendég      | vendég      | vendég      | vendég        |
| John Finnemore         | Chris             | vendég      | vendég      | vendég      | vendég        |
| Luke Pasqualino        | Jason             | vendég      |             | vendég      |               |
| Adrian Scarborough     | Dreamboat Charlie | vendég      | vendég      | vendég      | visszatérő    |
| Dominic Coleman        | Customer          | vendég      |             | vendég      | vendég        |
| Stacy Liu              | Tamara            |             | vendég      |             |               |
| Bo Poraj               | Michael Jackford  |             |             | visszatérő  | vendég        |
| Naomi Bentley          | Rose              |             |             | visszatérő  |               |

## Megalkotása
2004-ben Hart a BBC-nél jelentkezett egy ötletével, a próbaolvasáson az Absolutely Fabulous írója és főszereplője, Jennifer Saunders is részt vett. Saunders „bődületesen viccesnek” találta, és hamarosan elindult a BBC 2 rádión Hart saját műsora, a Miranda Hart's Joke Shop. 2009-ben hasonló alaptörténettel kezdte el vetíteni a BBC a televíziós változatot, Miranda címmel.

## Fordítás
- Ez a szócikk részben vagy egészben  a   Miranda (TV series) című angol Wikipédia-szócikk ezen változatának fordításán alapul.  Az eredeti cikk szerkesztőit annak laptörténete sorolja fel. Ez a jelzés csupán a megfogalmazás eredetét és a szerzői jogokat jelzi, nem szolgál a cikkben szereplő információk forrásmegjelöléseként.